# Stefan Hierländer
Stefan Hierländer (Villach, 3 februari 1991) is een Oostenrijks voetballer die doorgaans speelt als middenvelder. In juli 2016 verruilde hij RB Leipzig voor Sturm Graz. Hierländer maakte in 2018 zijn debuut in het Oostenrijks voetbalelftal.

## Clubcarrière
Hierländer speelde in de jeugdopleidingen van de regionale clubs SV Greifenburg en SV Spittal/Drau. In 2008 stapte hij over naar het eerste elftal van Austria Kärnten, waar hij in twee seizoenen tot vier doelpunten in achtendertig optredens zou komen. Op 18 maart 2009 maakte hij als invaller zijn debuut tijdens het duel tegen Sturm Graz (4–2 overwinning). In de zomer van 2010 verkaste de middenvelder transfervrij naar Red Bull Salzburg, waar hij een verbintenis ondertekende tot medio 2014. Na afloop van zijn contract in Salzburg, waar hij bijna tachtig competitieduels speelde, maakte Hierländer de overstap naar RB Leipzig, dan actief in de Duitse 2. Bundesliga. In Duitsland was de Oostenrijker twee seizoenen actief, waarna hij terugkeerde naar zijn vaderland. Sturm Graz schotelde hem een contract voor twee seizoenen voor. Toen deze verbintenis bijna afliep kwamen club en speler een verlenging van drie seizoenen overeen. In maart 2021 kwamen er twee seizoenen extra bij het contract. In februari 2023 werd zijn verbintenis opnieuw opengebroken en met een jaar verlengd, tot medio 2024. Tijdens het seizoen 2023/24 won Hierländer met Sturm Graz de Oostenrijkse landstitel en de beker, waarna zijn aflopende verbintenis met een seizoen verlengd werd. Dit gebeurde in juni 2025 nog een keer, waardoor hij tot medio 2026 kwam vast te liggen bij Sturm Graz.

## Interlandcarrière
Hierländer maakte zijn debuut in het Oostenrijks voetbalelftal op 27 maart 2018, toen met 0–4 gewonnen werd van Luxemburg. Marko Arnautović, Florian Grillitsch, Michael Gregoritsch en Louis Schaub zorgen voor de doelpunten. Hierländer mocht van bondscoach Franco Foda na achtenzestig minuten invallen voor Arnautović. De andere debutanten dit duel waren Sturm Graz-teamgenoten Jörg Siebenhandl en Peter Žulj.
| Interlands van Stefan Hierländer voor Oostenrijk | Interlands van Stefan Hierländer voor Oostenrijk | Interlands van Stefan Hierländer voor Oostenrijk | Interlands van Stefan Hierländer voor Oostenrijk | Interlands van Stefan Hierländer voor Oostenrijk | Interlands van Stefan Hierländer voor Oostenrijk | Interlands van Stefan Hierländer voor Oostenrijk |
| №                                                | Datum                                            | Wedstrijd                                        | Uitslag                                          | Competitie                                       | Goals                                            |                                                  |
| Als speler bij Sturm Graz                        | Als speler bij Sturm Graz                        | Als speler bij Sturm Graz                        | Als speler bij Sturm Graz                        | Als speler bij Sturm Graz                        | Als speler bij Sturm Graz                        | Als speler bij Sturm Graz                        |
| ------------------------------------------------ | ------------------------------------------------ | ------------------------------------------------ | ------------------------------------------------ | ------------------------------------------------ | ------------------------------------------------ | ------------------------------------------------ |
| 1                                                | 27 maart 2018                                    | Luxemburg – Oostenrijk                           | 0 – 4                                            | Vriendschappelijk                                |                                                  |                                                  |
| 2                                                | 10 juni 2018                                     | Oostenrijk – Brazilië                            | 0 – 3                                            | Vriendschappelijk                                |                                                  |                                                  |
| 3                                                | 16 oktober 2018                                  | Denemarken – Oostenrijk                          | 2 – 0                                            | Vriendschappelijk                                |                                                  |                                                  |

Bijgewerkt op 23 juni 2025.

## Erelijst
| Competitie        |                   |                           |                   |                   |
| Competitie        | Aantal            | Jaren                     |                   |                   |
| Red Bull Salzburg | Red Bull Salzburg | Red Bull Salzburg         | Red Bull Salzburg | Red Bull Salzburg |
| ----------------- | ----------------- | ------------------------- | ----------------- | ----------------- |
| Bundesliga        | 2                 | 2011/12, 2013/14          |                   |                   |
| ÖFB-Cup           | 2                 | 2011/12, 2013/14          |                   |                   |
| Sturm Graz        |                   |                           |                   |                   |
| Bundesliga        | 2                 | 2023/24, 2024/25          |                   |                   |
| ÖFB-Cup           | 3                 | 2017/18, 2022/23, 2023/24 |                   |                   |